# Lluís XV de França

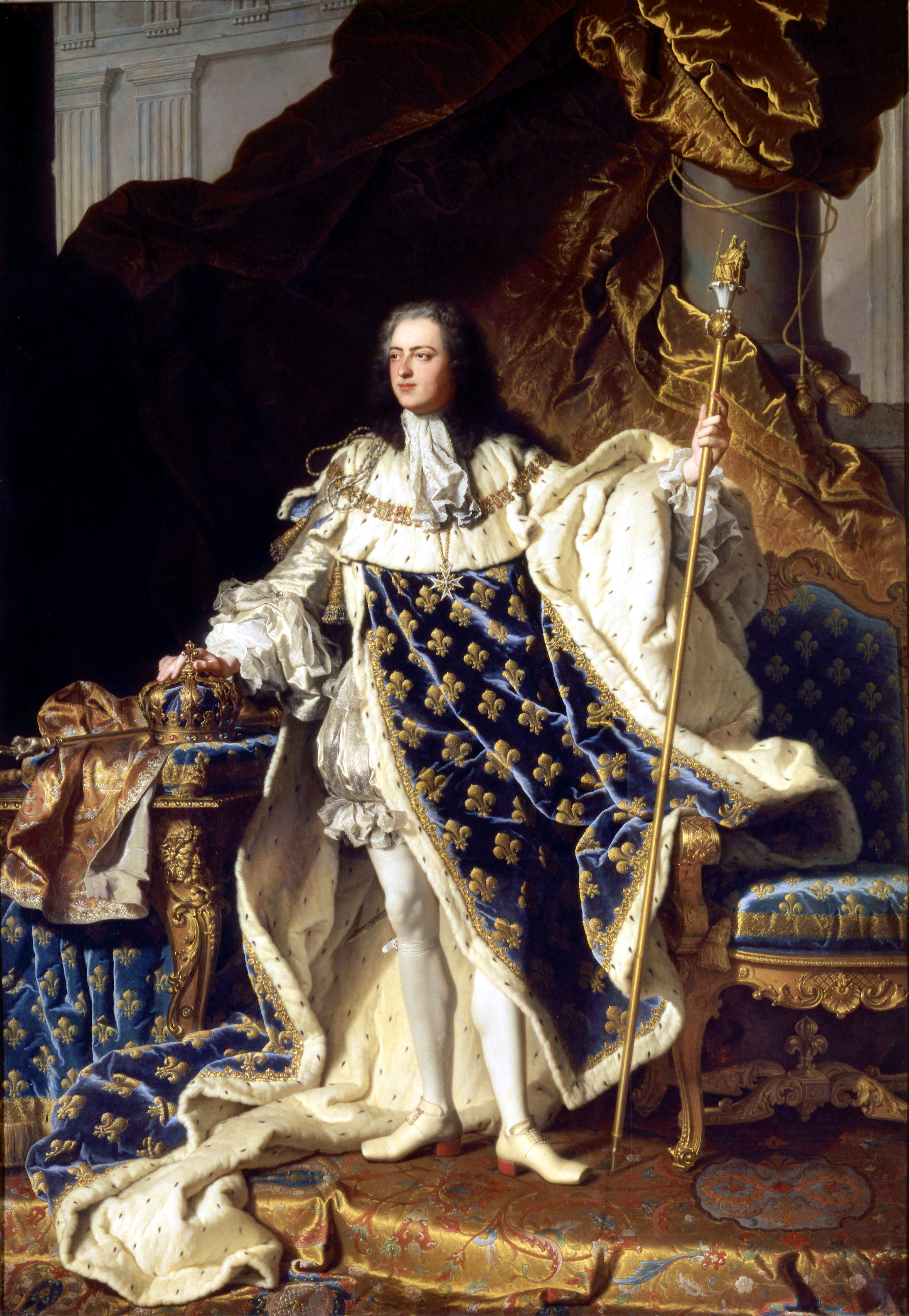
Lluís XV de França en les robes de la coronació (1730), de Jacint Rigau-Ros i Serra (Palau de Versalles)

Lluís XV de França, conegut com el Ben Amat, (Versalles 1710 - Versalles 1774) fou rei de França i de Navarra des de l'1 de setembre del 1715 fins a la seva mort el 1774, co-príncep d'Andorra i duc d'Anjou. Va succeir al seu besavi Lluís XIV als cinc anys. Fins que va arribar a la maduresa (llavors definit com el seu 13è aniversari) el 15 de febrer de 1723, el regne va ser governat per Felip II, duc d'Orleans, com a regent de França. El cardenal Fleury va ser primer ministre des de 1726 fins a la seva mort el 1743, moment en què el rei va prendre el control exclusiu del regne.
El seu regnat de gairebé 59 anys (del 1715 al 1774) va ser el segon més llarg de la història de França, superat només pel seu predecessor, Lluís XIV, que havia governat durant 72 anys (del 1643 al 1715). El 1748, Lluís va tornar als Països Baixos austríacs, que havia guanyat a la batalla de Fontenoy de 1745. Va cedir Nova França a Amèrica del Nord, a Gran Bretanya i Espanya en acabar la desastrosa Guerra dels Set Anys el 1763. Va incorporar els territoris del Ducat de Lorena i de la República de Còrsega al Regne de França. Els historiadors generalment critiquen el seu regnat, citant com els informes de la seva corrupció van avergonyir la monarquia, mentre que les seves guerres van drenar el tresor i van produir pocs guanys. Una minoria d'estudiosos disputen aquesta visió, argumentant que és el resultat de la propaganda revolucionària. El seu net i successor Lluís XVI de França heretaria un regne que necessitava una reforma financera i política que finalment portaria a la Revolució Francesa de 1789.

## Biografia
Va sobreviure miraculosament a la mort de tota la seva família i va ser molt estimat pels francesos al principi del seu regnat. Amb el temps, però, la seva incapacitat per reformar la monarquia francesa i la seva política entreguista a l'escenari europeu li van fer perdre el suport de la gent, i va acabar els seus dies com un dels reis menys populars de França.
Lluís XV és el rei amb la personalitat més ambivalent de la història de França. Encara que ha estat calumniat pels historiadors, estudis recents demostren que, en realitat, era molt intel·ligent i que no va descurar la tasca de governar el regne més gran d'Europa. Tot i això, la seva indecisió, estimulada pel coneixement que tenia de la complexitat dels problemes anteriors i per la seva profunda timidesa, amagada sota la màscara d'un rei imperiós, expliquen els pobres resultats obtinguts durant el seu regnat. En molts sentits, Lluís XV va ser un precursor dels sobirans burgesos del Romanticisme: encara que va interpretar resignadament el paper de rei imperial, en realitat, no apreciava res més que la seva vida privada lluny de tota pompa i cerimònia. Com que va perdre la seva mare quan només era un infant, sempre va desitjar una presència maternal i tranquil·litzadora, que va intentar retrobar amb la companyia íntima de diverses dones, per les quals va ser difamat durant la seva vida i també després de morir.

## Delfí de França i la regència del duc d'Orleans

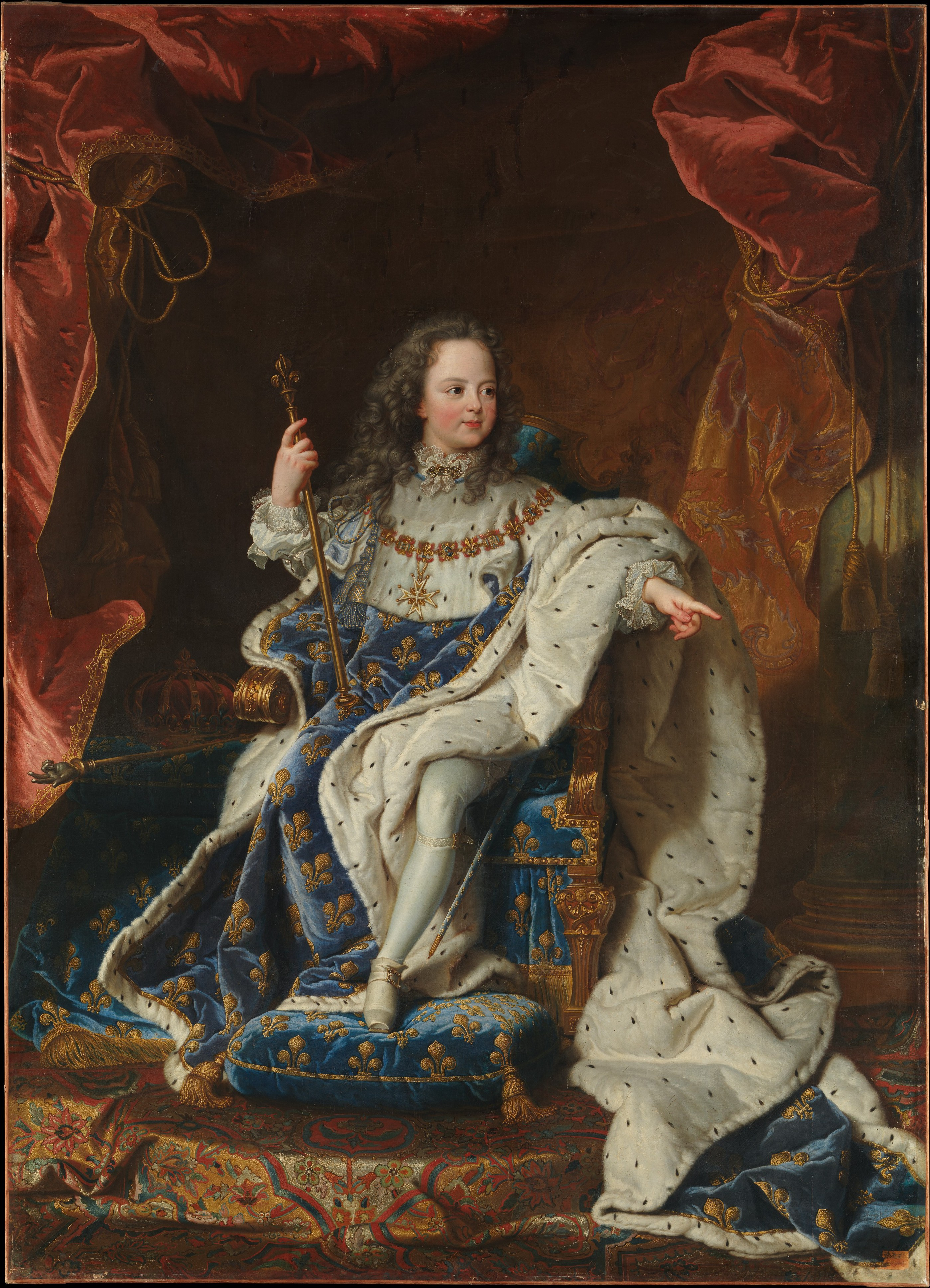
Lluís XV de França als cinc anys (oli de 1715), de Jacint Rigau-Ros i Serra

Lluís va néixer al palau de Versalles el dia 15 de febrer de l'any 1710, essent fill del príncep Lluís de França, duc de Borgonya, i de la princesa Maria Adelaida de Savoia. Lluís era el segon fill dels ducs de Borgonya i era net de Lluís de França, el Gran Delfí, i de la princesa Maria Anna de Baviera, mentre que per via materna ho era del rei Víctor Amadeu II de Sardenya i de la princesa Anna Maria d'Orleans. Lluís era besnet del rei Lluís XIV de França i rebesnet del rei Felip IV d'Espanya.
L'any 1700 va morir sense descendència el rei Carles II d'Espanya al Monestir de l'Escorial. El duc d'Anjou, fill del delfí de França i net del rei Lluís XIV de França, fou proclamat rei d'Espanya i de les Índies amb el nom de Felip V d'Espanya. A principis de la dècada de 1710, al palau de Versalles es declarà un brot molt fort de xarampió. El 14 d'abril de l'any 1711 morí el Gran Delfí, un any després el duc de Borgonya i pocs dies després la princesa Maria Adelaida. Del mateix brot també morí el fill gran dels ducs de Borgonya i el tercer net del Rei Sol. De sis hereus masculins de Lluís XIV tan sols en quedaven dos: el rei Felip V d'Espanya i el petit Lluís, però era impensable que el primer assumís el tron de França, ja que no era possible una unió amb Espanya, i Lluís també havia contret el xarampió. Lluís, però, va sobreviure gràcies a les cures de Madame de Ventandour, que va cuidar i després educar personalment el nen. En el cas que Lluís hagués mort, la corona hauria passat al duc d'Orleans.
L'1 de setembre de 1715 va morir Lluís XIV de França al palau de Versalles. Pocs dies després, era coronat rei de França el seu besnet Lluís, de tan sols cinc anys. La regència quedava en mans del príncep Felip d'Orleans fins que Lluís arribés a la majoria d'edat. La regència del duc d'Orleans seria recolzada per un consell de 14 persones i era ben vista pel Parlament. Sembla clar que Lluís XIV es reconcilià pocs dies abans de morir amb els Orleans i ordenà als seus ministres que obeïssin el duc en el futur govern francès.

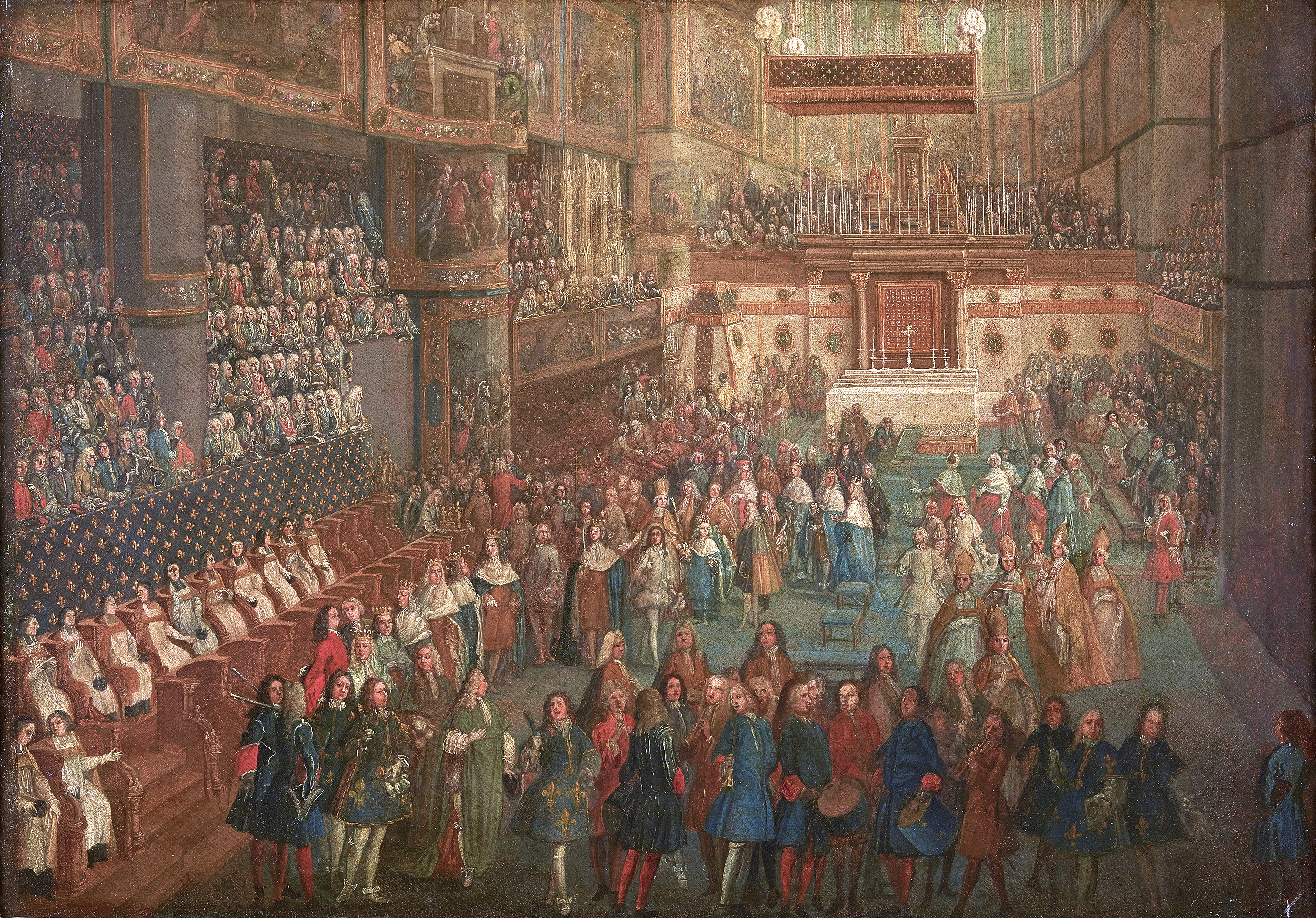
Coronació de Lluís XV.

Des del Palais Royal el duc d'Orleans dirigí la regència. A l'edat de set anys, l'any 1717, Lluís fou allunyat de Madame de Ventandour i posat sota l'especial educació del duc de Villeroi. Villeroi i posteriorment el cardenal Fleury donaren a Lluís una excel·lent educació basada en extensos coneixements d'història, geografia, ciències i, fins i tot, cartografia.
Durant la regència, el duc d'Orleans permeté l'augment del poder de l'aristocràcia, la posició de la qual havia quedat molt afeblida per la Guerra de la Fronda i l'absolutisme de Lluís XIV. Orleans signà l'anomenada Triple Aliança de 1717 amb el Regne Unit i els Països Baixos contra els intents de Felip V d'Espanya de reclamar la corona francesa. La regència també portà a terme polítiques més o menys reeixides per tal de recuperar la hisenda francesa, molt debilitada durant els últims anys de regnat de Lluís XIV.
L'any 1721 Lluís XV fou promès amb la seva cosina, la princesa Maria Anna Victòria d'Espanya, filla del rei Felip V d'Espanya i de la princesa Isabel de Farnesio. Pocs mesos després, el rei tornà a Versalles, on residí fins a la seva mort, i l'any 1723 fou coronat a la catedral de Reims. El duc d'Orleans continuà exercint el càrrec de primer ministre fins a la seva mort, l'any 1723. A partir de llavors, fou substituït pel príncep Lluís de Borbó-Condé com a primer ministre.

## Matrimonis i descendència
El 4 de setembre de 1725 es va casar amb Maria Leszczynska, princesa de Polònia (1703-1768). Van tenir deu fills:
- SAR la princesa Elisabet de França, nascuda el 1727 a Versalles i morta el 1759 a Parma. Es casà amb el duc Felip I de Parma

- SAR la princesa Enriqueta-Anna de França, nascuda a Versalles el 1727 i morta el 1752.

- SAR la princesa Maria-Lluïsa de França, nascuda el 1728 a Versalles i morta a Versalles el 1733.

- SAR el delfí Lluís de França, nascut a Versalles el 1729 i mort a Versalles el 1765. Es casà amb la infanta Maria Teresa d'Espanya i, en segones núpcies, amb la princesa Maria Josepa de Saxònia.

- SAR el príncep Felip de França, duc d'Anjou, nascut a Versalles el 1729 i mort a Versalles el 1733

- SAR la princesa Adelaida de França, nascuda a Versalles el 1732 i morta a Roma l'any 1808.

- SAR la princesa Victòria Lluïsa de França, nascuda a Versalles l'any 1733 i morta a Trieste l'any 1799.

- SAR la princesa Sofia Felipa de França, nascuda a Versalles l'any 1734 i morta l'any 1782.

- SAR la princesa Teresa de França, nascuda a Versalles l'any 1736 i morta el 1744.

- SAR la princesa Lluïsa de França, nascuda a Versalles l'any 1737 i morta al mateix palau l'any 1787.

Aquest va ser el seu únic matrimoni i la seva descendència legítima, però va tenir moltes amigues i amistançades amb les quals va tenir molts fills il·legítims. La llista de les seves amistançades és interminable i la dels fills nascuts d'aquestes relacions extramatrimonials també. Malgrat que es negà a reconèixer aquests fills com a legítims, sempre vetllà pels seus estudis i per la seva posició social. Les més conegudes de les amistançades del rei són:
- Louise-Julie de Mailly-Nesle, comtessa de Mailly (1710-1751), casada des de 1726 amb el seu cosí, Louis Alexandre, comte de Mailly. Esdevingué l'amant del rei l'any 1733 i ho fou fins a l'any 1739, en què fou substituïda per la seva germana Pauline. Tornà a convertir-se en preferida reial l'any 1741, fins a l'any 1742, quan fou substituïda per una altra germana seva.

- Pauline Félicité de Mailly-Nesle, comtessa de Vintimille (1712 -1741), casada des de 1739 amb Jean-Baptiste, comte de Vintimille. Fou mare de: 
  - Charles de Vintimille (1741 - 1814), dit el Mig-Lluís pel fet d'assemblar-se molt al rei. Charles fou fet marquès du Luc i es casà el (1764) amb Adélaïde de Castellane.

- Diane Adélaïde de Mailly-Nesle, duquessa de Lauraguais (1713 - 1760).

- Marie-Anne de Mailly-Nesle, marquesa de La Tournelle i duquessa de Châteauroux (1717 - 1744).

- Jeanne Antoinette Poisson, marquesa de Pompadour (1721 - 1764), filla d'un financer exiliat l'any 1725. Casada el 1741 amb Charles-Guillaume Le Normant d'Étioles. Esdevingué l'amant reial des de 1745 fins a 1751. Fou creada marquesa l'any 1752 i, l'any 1756, dama de la cort de la reina de França.

- Marie-Jeanne Bécu, comtessa du Barry (1743 - 1793), dita Madame du Barry. Filla natural d'Anne Bécu, propietària rural, i de Jean-Baptiste Gomard de Vaubernier. Portà una vida modesta a París, on practicà la prostitució sota el nom de Mademoiselle Lange, i es convertí el 1768 en amant del rei. Aquell mateix any, el rei li presentà el comte de Barry, amb qui la comprometé, i es casaren l'any 1769. Retirada de la cort l'any 1774, emigrà al Regne Unit l'any 1792, però tornà a França a buscar les seves joies, que no havia pogut endur-se. Fou arrestada i condemnada a mort, sota l'acusació d'haver dissipat la fortuna de l'Estat i de conspirar en contra de la República.

- Marie-Louise O'Murphy (1737 - 1815), dita Mademoiselle de Morphise, filla de Daniel O'Murphy, d'origen irlandès, i casada en primeres núpcies amb Jacques Pelet de Beaufranchet el 1755, en segones núpcies amb François Nicolas Le Normand el 1759, i en terceres núpcies amb Louis-Philippe Dumont el 1798, diputat de Calvados a la Convenció, de qui es divorcià el mateix any. Fou mare de:
  - Agathe Louise de Saint-Antoine de Saint-André (1754 - 1774) casada el 1773 amb René-Jean-Mans de La Tour du Pin (1750 - 1781), marquès de la Charce.

- Françoise de Châlus (1734 - 1821), duquessa de Narbonne-Lara, filla de Gabriel de Châlus, senyor de Sansac, i casada des de 1749 amb Jean-François, duc de Narbonne-Lara. Fou mare de: 
  - Felip, duc de Narbonne-Lara (1750 - 1834), casat el 1771 amb Antoinette Françoise Claudine de La Roche-Aymon.
  - Lluís, comte de Narbonne-Lara (1755 - 1813), que es casà el 1782 amb Marie Adélaïde de Montholon.

- Marguerite Catherine Haynault (1736 - 1823), filla de Jean-Baptiste Haynault, empresari del tabac i casada el 1766 amb Blaise d'Arod, marquès de Montmélas. Fou mare de: 
  - Agnès Louise de Montreuil (1760 - 1837), casada el 1788 amb Gaspar d'Arod (1747 - 1815), comte de Montmélas.
  - Anne Louise de La Réale (1763 - 1831), casada el 1780 amb el comte de Geslin.

- Lucie Madeleine d'Estaing (1743 - 1826), germana natural de l'almirall d'Estaing, casada el 1768 amb François, comte de Boysseulh. Fou mare de: 
  - Agnès Lucie Auguste (1761-1822), que es casà el 1777 amb Charles, vescomte de Boysseulh (1753-1808).
  - Aphrodite Lucie Auguste (1763-1819), que es casà el 1784 amb Louis Jules, comte de Boysseulh (1758-1792).

- Anne Couffier de Romans (1737 - 1808), baronessa de Meilly-Coulonge. Filla d'un burgès, Jean Joseph Roman Coppier. Mantingué una relació amb el rei des de 1754 fins a 1765, i es casà el 1772 amb Gabriel Guillaume de Siran, marquès de Cavanac. Fou mare de: 
  - Louis Aimé de Bourbon (1762 - 1787).

- Louise Jeanne Tiercelin de La Colleterie (1746 - 1779), dita Madame de Bonneval. Fou mare de: 
  - Benoît Louis Le Duc (1764-1837), abat.

- Irène du Buisson de Longpré (morta el 1767), filla de Jacques du Buisson, senyor de Longpré, que es casà el 1747 amb Charles François Filleul, conseller del rei. Fou mare de: 
  - Julie Filleul (1751 - 1822), que es casà en primeres núpcies amb Abel François Poisson el 1767, marquès de Vandières, de Marigny, de Ménars, etc., germà de la marquesa de Pompadour; i en segones núpcies amb François de La Cropte, marquès de Bourzac, el 1783, de qui es divorcià el 1793.

- Catherine Éléonore Bénard (1740 - 1769), filla de Pierre Bénard, conseller del rei. Es casà el 1768 amb Joseph Starot de Saint-Germain, el primer general que fou guillotinat, el 1794. Fou mare de: 
  - Adélaïde de Saint-Germain, comtessa de Montalivet (1769-1850), que es casà el 1797 amb Jean-Pierre Bachasson, comte de Montalivet (1766 - 1823).

- Marie Thérèse Françoise Boisselet (1731 - 1800), que es casà el 1771 amb Louis-Claude Cadet de Gassicourt. Fou mare de: 
  - Charles Louis Cadet de Gassicourt (1769 - 1821), que es casà el 1789 amb Madeleine Félicité Baudet (1775 - 1830).